# Psyllobetina plutonis
Psyllobetina plutonis är en nattsländeart som beskrevs av Banks 1939. Psyllobetina plutonis ingår i släktet Psyllobetina och familjen Hydrobiosidae. Inga underarter finns listade i Catalogue of Life.